# 필리핀의 기후
다음은 필리핀의 기후에 대한 설명이다.

필리핀의 실질적인 기후.

필리핀은 열대 우림 기후, 열대 몬순 기후, 사바나 기후, 온난 습윤 기후, 서안 해양성 기후 등 5가지 기후를 가지고 있다.
대체적으로 열대성(熱帶性)이며 몬순과 태풍의 영향을 많이 받는다. 1년을 통해 기온이 높은 마닐라의 연평균기온은 27ºC이다. 몬순은 6월부터 10월까지는 남서(南西)에서, 11월부터 3월말까지는 북동(北東)에서 불어온다. 계절은 우기와 건조기로 나뉘며 군도의 동쪽과 서쪽에서는 건조기와 우기가 서로 엇갈린다. 태풍은 7월에서 10월까지의 시기에 내습하는데 특히 루손섬은 매년 태풍의 통로가 되고 있다.

## 계절
| 월   | 11월~2월        | 3월~5월     | 6월~8월 | 9월~10월 |
| ---- | --------------- | ----------- | ------- | -------- |
| 강우 | 건조            | 건조        | 습윤    | 습윤     |
| 기온 | 시원함          | 더움        | 더움    | 더움     |
| 계절 | 시원하고 건조함 | 덥고 건조함 | 우기    | 우기     |